# متطابقة رياضية

رمز ذو ثلاث شرطات يستعمل للدلالة على علاقات المطابقة

في الرياضيات، تعرف المتطابقة أو المطابقة على أنها علاقة مساواة تبقى صحيحة مهما كانت القيم المعطاة للمتغيرات في طرفيها. وتميز عن المساواة الرياضية والتي تكون محققة فقط عند قيم معينة للمتغيرات.

## أمثلة
من أشهر المطابقات هي المطابقة المثلثية:
{\displaystyle \sin ^{2}\theta +\cos ^{2}\theta =1\,}
والتي تكون محققة مهما كانت قيمة θ من مجموعة الأعداد الحقيقية.